# Parafia św. Michała Archanioła w Cordovie
Parafia św. Michała Archanioła – parafia prawosławna w Cordovie. Jedna z dziewięciu parafii tworzących dekanat Kenai diecezji Alaski Kościoła Prawosławnego w Ameryce. Powstała w 1925.